# Max & Shred
Max & Shred è una sitcom canadese trasmessa per la prima volta in Canada il 7 ottobre 2014 su YTV e negli Stati Uniti il 6 ottobre 2014 su Nickelodeon.
La prima stagione è composta da 26 episodi. Il 25 febbraio 2015 la serie è stata rinnovata per una seconda stagione che è stata trasmessa da Nicktoons dal 21 marzo 2016 e si è conclusa il 31 marzo dello stesso anno, dopo solo 13 episodi, non venendo confermata per una terza stagione.
In Italia la serie è stata trasmessa da Nickelodeon Italia per la prima volta il 13 aprile 2015 e in seguito da Super! dall'11 luglio 2019.

## Trama
La serie racconta dell'amicizia divertente e improbabile tra Max Asher (Jonny Gray), uno snowboarder famoso, e Alvin "Shred" Ackerman (Jake Goodman), un bambino esperto in scienza, divenuti compagni di stanza quando Max si trasferisce in Colorado a casa di Alvin per allenarsi per la Winter Cup. Nonostante le loro personalità apparentemente diverse - Max ama le piste proprio come Shred ama i libri - i due formano un legame improbabile che spesso mette alla prova la loro amicizia. Abby Ackerman (Emilia McCarthy), Jill "Howie" Finch (Saara Chaudry), Lloyd Ackerman (Jean-Michel Le Gal) e Diane Ackerman (Siobhan Murphy) completano il cast di personaggi di Max & Shred.

## Trasmissione e accoglienza
Creata dai partner di scrittura Ben MacMillan e Josh Greenbaum, la serie è stata presentata per la prima volta negli Stati Uniti su Nickelodeon e in Canada su YTV nel 2014. La seconda e ultima stagione ha debuttato su Nicktoons il 21 marzo 2016.
Dopo 26 episodi di successo della stagione 1, che si sono svolti fino a luglio 2015, Nickelodeon non ha esitato a annunciare il rinnovo della serie con la stagione 2. La prima stagione è stata seguita da una media costante di oltre 1 milione di spettatori per episodio. La seconda stagione ha avuto invece meno successo.

## Episodi

### Prima stagione
| N° | Titolo originale                   | Titolo italiano                     | Prima TV USA     | Prima TV Canada* | Prima TV Italia |
| -- | ---------------------------------- | ----------------------------------- | ---------------- | ---------------- | --------------- |
| 1  | The Big Hair Switch 360            | Il campione di Switch 360           | 6 ottobre 2014   | 7 ottobre 2014   | 13 aprile 2015  |
| 2  | The Lien Love Triangle             | Salti mortali per una stanza        | 7 ottobre 2014   | 21 ottobre 2014  |                 |
| 3  | The 1080 Room Twist                | La tavola fortunata                 | 8 ottobre 2014   | 14 ottobre 2014  |                 |
| 4  | The Nosebonk Nemesis               | In gara per la nuova arrivata       | 9 ottobre 2014   | 4 novembre 2014  |                 |
| 5  | The Snow Day Variety Method        | Salto multiplo del compleanno       | 14 ottobre 2014  | 25 novembre 2014 |                 |
| 6  | The Frontside Hero Slide           | Una valanga di guai                 | 15 ottobre 2014  | 28 ottobre 2014  |                 |
| 7  | The Blunt Stall Auction Flail      | La nemesi di max                    | 16 ottobre 2014  | 18 novembre 2014 |                 |
| 8  | The Alt-Ctrl-Shifty Laptop Burn    | Cervello ghiacciato                 | 20 ottobre 2014  | 9 dicembre 2014  |                 |
| 9  | The Half-Cab Robot Baby Bonk       | Spettacolo dei giorni di neve       | 21 ottobre 2014  | 13 gennaio 2015  |                 |
| 10 | The Stalefish Double Flip          | Il portatile che scotta             | 22 ottobre 2014  | 6 gennaio 2015   |                 |
| 11 | The Switch Shifty Birthday Party   | Gioco di squadra                    | 3 novembre 2014  | 11 novembre 2014 |                 |
| 12 | The Nose Butter Brain Freeze       | Double flip col capanno             | 4 novembre 2014  | 2 dicembre 2014  |                 |
| 13 | The Academic Bowl Chong Problem    | La variante chong all'academic bowl | 5 novembre 2014  | 20 gennaio 2015  |                 |
| 14 | The Switch Jolly Mambo Varial      | Lo scambio                          | 17 novembre 2014 | 17 marzo 2015    |                 |
| 15 | The Yeti Misty Flip Makeover       | L'extreme makeover dello yeti       | 18 novembre 2014 | 24 marzo 2015    |                 |
| 16 | The Air-to-Fakie Authobiography    | Un'autobiografia da urlo            | 19 novembre 2014 | 31 marzo 2015    |                 |
| 17 | The Blindside Scoutmaster Disaster | Felice festa dello scherzetto       | 5 gennaio 2015   | 2 giugno 2015    |                 |
| 18 | The Joey Huckfest Prankpipe        | Una serie di sfortune               | 6 gennaio 2015   | 6 aprile 2015    |                 |
| 19 | The Buttery Bad Luck Streak        | Il nuovo alvin                      | 7 gennaio 2015   | 14 aprile 2015   |                 |
| 20 | The Backside Family Eggflip        | Il regalo di compleanno             | 12 gennaio 2015  | 28 aprile 2015   |                 |
| 21 | Boardercross Bionic Boost          | La rovinosa caduta dei caposcout    | 13 gennaio 2015  | 9 giugno 2015    |                 |
| 22 | The Goofy Tamedog Air              | Il boardercross                     | 14 gennaio 2015  | 16 giugno 2015   |                 |
| 23 | The Chill Bro Lipslide             | I salti mortali dell'amicizia       | 15 gennaio 2015  | 21 aprile 2015   |                 |
| 24 | The Switch Inward Love Flip        | Love flip                           | 16 gennaio 2015  | 23 giugno 2015   |                 |
| 25 | The Slopestyle Syrup Slob          | La slittata sullo sciroppo          | 27 giugno 2015   | 7 luglio 2015    |                 |
| 26 | The Perfect Layback Life           | Il tour promozionale                | 11 luglio 2015   | 14 luglio 2015   |                 |

*In Canada gli episodi sono stati trasmessi seguendo il numero originale di produzione degli episodi, mentre in USA la messa in onda di alcuni episodi è stata variata o invertita.

### Seconda stagione
| N° | Titolo originale                   | Titolo italiano | Prima TV USA  | Prima TV Canada | Prima TV Italia |
| -- | ---------------------------------- | --------------- | ------------- | --------------- | --------------- |
| 1  | The Shifty Girlfriend 360          |                 | 21 marzo 2016 | 14 marzo 2016   |                 |
| 2  | The Ghostly Grommet Bust           |                 | 22 marzo 2016 | 21 marzo 2016   |                 |
| 3  | The Freeriding Family Mashup       |                 | 23 marzo 2016 | 28 marzo 2016   |                 |
| 4  | The Duckfooted Dreadful Date       |                 | 24 marzo 2016 | 4 aprile 2016   |                 |
| 5  | The Rock And Roll Rodeo 540        |                 | 28 marzo 2016 | 11 aprile 2016  |                 |
| 6  | The Mctwisted Memory Making        |                 | 29 marzo 2016 | 18 aprile 2016  |                 |
| 7  | The Inverted Life Coach Layout     |                 | 30 marzo 2016 | 25 aprile 2016  |                 |
| 8  | The Spaghetti Air Science Fair     |                 | 31 marzo 2016 | 2 maggio 2016   |                 |
| 9  | The Tail Grab Reality Run          |                 | 31 marzo 2016 | 9 maggio 2016   |                 |
| 10 | The Max Air Maxcot Method          |                 | 31 marzo 2016 | 16 maggio 2016  |                 |
| 11 | The Big Dance Hand Plant 360       |                 | 31 marzo 2016 | 23 maggio 2016  |                 |
| 12 | The Crossbone Method College Caper |                 | 31 marzo 2016 | 30 maggio 2016  |                 |
| 13 | The Kickin' Chicken Banana Stack   |                 | 31 marzo 2016 | 13 giugno 2016  |                 |